# Hydriomena mainaria
Hydriomena mainaria là một loài bướm đêm trong họ Geometridae.